# Iss oder quizz
Iss oder quizz war eine Quizsendung, die zunächst als Impro-Quiz galt. Die Sendung wurde zunächst vom 21. März 2011 bis zum 23. September 2011 im Vorabendprogramm von ZDFneo ausgestrahlt. Am 1. März 2012 war die Sendung ins Programm zurückgekehrt. Die Sendung basierte auf der wöchentlichen israelischen Ratesendung Deal With It!, die seit Mai 2010 läuft und für die Shine Germany die deutschsprachigen Senderechte erworben hatte. Am 16. April 2012 gab das Iss oder quizz-Team auf Facebook bekannt, dass es keine neuen Folgen mehr geben werde.

## Ablauf
Aus normalen Bürgern werden Paare in einem Restaurant für das Quiz ausgewählt. Nur einer der beiden Partner wird weggerufen und in einem separaten Raum instruiert, mit verstecktem Mikrofon und Knopf im Ohr versehen. Dieser wird von fünf versteckten Kameras gefilmt und muss Anweisungen der Moderatoren zu bestimmten Handlungen befolgen sowie Quizfragen beantworten, deren Lösungen er ins Gespräch mit seinem Partner integrieren muss. Dabei kann er in fünf Spielrunden als höchstmögliche Summe 1.000 Euro gewinnen. In den drei ersten Runden können maximal 250,00 Euro erzielt werden. Danach entscheidet sich der Kandidat, ob er das erspielte Geld behalten oder weiterspielen mochte. Ab Runde vier wird der Betrag zwar von Runde zu Runde verdoppelt, aber der Mitspieler kann in den beiden letzten Runden auch alles wieder verlieren, wenn er einen Fehler macht. In der 1. Staffel wurden 50 Folgen nach diesem Konzept gedreht. Für die zweite Staffel wurden auch Sendungen mit prominenten Paaren gedreht, beispielsweise wurde zu deren Debüt am 12. September 2011 eine Folge mit Peer Kusmagk gezeigt, ferner nahm auch Lucy Diakovska teil.

## Moderation
Moderiert wurde die Spielshow von der Sängerin Senna Guemmour und dem Comedian Lutz van der Horst.

## Rezeption
Der Focus lobte die Sendung als „frisches Programm“ des Senders ZDFneo.
Quotenmeter hielt die Sendung für „gelungen“ und stufte sie ein als „erfolgreiche Mischung aus Improvisation, Quiz und Comedy-Elementen, die vollends überzeugt.“ Quotenmeter lobte das Format zudem als „sehr schnelle Sendung, die sich nicht lange mit Analysen oder Hintergründen aufhält“ und befand, dass sie „gerade wegen der frischen Art so viel Spaß bereitet“.
Die Sendung erreichte in der 1. Staffel bis zur 50. Sendung laut Quotenmeter durchschnittlich 20.000 Zuschauer. Die Premiere hatte 40.000 Zuschauer und einen Marktanteil von 0,2 %. Als Spitzenwert wurden 60.000 Zuschauer und ein Marktanteil von 0,3 % erzielt.

### Vorläufige Absetzung
Aufgrund von Produktionsproblemen fehlten angeblich sendebereite Folgen, so dass die 2. Staffel ab dem 19. September 2011 unterbrochen werden musste und bis zum 22. September 2011 nur noch Wiederholungen gesendet wurden. Am 23. September 2011 wurde jedoch bekannt, dass die Einstellung der Ausstrahlung neuer Sendungen aus anderen Gründen erfolgte. ZDFneo gab an, dass die Kandidaten nicht wie vorgegeben spontan angesprochen, sondern bereits zuvor ausgewählt worden sein sollen. Die Produktionsgesellschaft bestätigte dies. Aus diesem Grund sollte die Sendung bis auf weiteres aus dem Programm genommen werden. Die offizielle Internetseite und die Mediathek der Sendung im Internet wurden kurz danach entfernt. Eine Ausstrahlung der restlichen 24 Folgen oder gar eine Fortführung der Sendung galt daher als unwahrscheinlich. So sollen Vorbesprechungen mit den ins Lokal eingeladenen Kandidaten nicht dem Sender ZDFneo mitgeteilt worden sein. Am 18. Januar 2012 gab die Pressestelle des ZDF bekannt, dass „iss oder quizz“ am 1. März 2012 wieder ins Programm aufgenommen werden sollte, jedoch nur mit „ausgewählten Folgen“, in denen die Kandidaten tatsächlich spontan ausgewählt worden sind. Die Auswahl der Episoden erfolgte nach einer „intensiven Prüfung“. Die ausgewählten Folgen wurden ab 1. März 2012 ausgestrahlt. Die Sendung wurde am 16. April 2012 durch die neue Quizshow Kneipenquiz ersetzt, von dem die dem Sender verwandte Firma ZDF Digital Medienproduktion GmbH 40 Folgen produziert hat. Ab 2. Juli 2012 wurden erneut Wiederholungen der Sendung im Mittagsprogramm von ZDFneo gezeigt.

## Rechteverkauf in weitere Länder
Die Rechte für das Format wurden auch in weiteren Länder verkauft, insgesamt 14 mal: Beispielsweise an NTV für das Senden im französisch- und flämischsprachigen Programm in Belgien und an Direct Target für die Ausstrahlung auf Kanal D in Rumänien; in den USA gibt es Deal with It auf dem Sender TBS. Auch mit anderen Sendern wurden Optionsvereinbarungen für die Ausstrahlung getroffen: Pulso in Spanien; ARTI Film in der Türkei; Shine in Frankreich; Northern Alliance Group für Schweden, Dänemark, Finnland und Norwegen und Mir Reality für Russland.
Ein Unterschied zwischen den verschiedenen Versionen ist, dass es kein Quiz ist, sondern peinliche Aufgaben gemacht werden müssen.